# Бейли, Эдди
Э́двард Фрэ́нсис (Э́дди) Бе́йли (англ. Edward Francis «Eddie» Baily; 6 августа 1925, Лондон — 13 октября 2010, Уэлвин Гарден-Сити, Хартфордшир) — английский футболист наиболее известный по выступлениям за «Тоттенхэм Хотспур». Также длительное время был тренером и скаутом.

## Карьера
В 14 лет он пришёл в «Тоттенхэм Хотспур» и сначала стал выступать за ФК «Финчли», с началом Второй Мировой войны был призван в армию и служил в составе Королевского полка шотландских стрелков (Royal Highland Fusilier). Впервые в составе «Тоттенхема» был заявлен в октябре 1946 года, первую игру сыграл 19 января 1947 года, после чего подписал с клубом профессиональный контракт. Игра команды под руководством главного тренера Артура Роу вошла в историю под названием «бей-беги» (push-and-run) и представляла собой тотальный контроль мяча и большое количество открываний, передвижений и работы непосредственно головой. Бейли становится ярким представителем данного стиля, одновременно обладая хлёстким и точным ударом, что позволило ему, выступая за «Тоттенхем» в национальном первенстве и различных кубковых соревнованиях, в 325 играх 69 раз поразить ворота соперников. В составе команды он становится чемпионом Англии сезона 1950/1951 годов.
После отставки тренера Роу футболист покидает «Тоттенхэм», пару сезонов выступает за «Ноттингем Форест», а затем завершает карьеру игрока.
В составе национальной сборной участвовал в первенстве мира в Бразилии (1950), где англичане заняли в своей группе второе место вслед за испанцами и таким образом не сумели выйти в состав финальной группы.
В 1963 г. возвращается в качестве помощника главного тренера «Шпор». Спустя одиннадцать лет, с отставкой в 1974 г. Билла Николсона с поста наставника команды завершается и пребывание Бейли на своём посту. До ухода в отставку в 1992 г. он работал на различных позициях в штабе «Вест Хэма».